# Achirus lineatus
Achirus lineatus (Linnaeus, 1758), è un pesce di mare e di acque salmastre appartenente alla famiglia degli Achiridi.

## Distribuzione e habitat
Si incontra nel golfo del Messico, nel mar dei Caraibi e nell'Oceano Atlantico occidentale tra la Florida e l'Argentina.

Questo pesce frequenta soprattutto gli ambienti salmastri o addirittura ipersalini delle lagune ma raramente si incontra in mare aperto.

## Descrizione
Ha il caratteristico aspetto dei pesci piatti, asimmetrica, con entrambi gli occhi situati su di un fianco. 
Ha un corpo piuttosto ampio ed arrotondato, con pinna dorsale, pinna anale e pinna caudale ampie, occhi ravvicinati e pinna pettorale molto piccola.

La colorazione, molto variabile, è di solito bruna con macchie più scure.

Raggiunge i 23 cm di lunghezza.

## Comportamento
Passa il suo tempo infossata nella sabbia da cui lascia emergere solo gli occhi. Ha la capacità di cambiare colore rapidamente.

## Riproduzione
Le larve hanno per breve tempo vita pelagica.

## Alimentazione
Si alimentano soprattutto di crostacei, vermi e pesci più piccoli.

## Acquariofilia
Questa specie è allevabile in acquario.